# Turkvision Song Contest 2015
La terza edizione del Turkvision Song Contest  si è svolta a Istanbul in Turchia. In questa edizione hanno fatto il loro debutto la Serbia e Siria, mentre ritornano in gara dopo un anno d'assenza la Bielorussia, il Kosovo e Cipro del Nord mentre si ritirano Baschiria, Crimea, Balcaria e Circassia, Oblast' di Mosca, Turkmenistan, Tuva e Yakutia.
A differenza delle edizioni precedenti, il concorso si è articolato in un'unica finale svoltasi il 19 dicembre 2015.
La vincitrice è stata Jiidesh İdirisova per il Kirghizistan con Kim bilet.

## Location
L'evento si è svolto nel Yahya Kemal Beyatli Cultural Centre.

## Finale
| Nr. | Paese                | Artista                       | Canzone                 | Lingua        | Posizione | Punti |
| --- | -------------------- | ----------------------------- | ----------------------- | ------------- | --------- | ----- |
| 01  | Germania             | Derya Kaptan                  | "Sessiz Çiğlik"         | Turco         | 11        | 153   |
| 02  | Albania              | Xhoi Bejko & Visar Rexhepi    | "Adi Hasret"            | Turco         | 8         | 154   |
| 03  | Azerbaigian          | Mehman Tağiyev                | "İstanbul"              | Azero         | 7         | 155   |
| 04  | Bielorussia          | Aleksandra Kazimova           | "Azadliq"               | Azero         | 20        | 126   |
| 05  | Bosnia ed Erzegovina | Adis Škaljo                   | "Pa šta"                | Bosniaco      | 12        | 153   |
| 06  | Bulgaria             | Big Star Life                 | "İstanbuldayiz"         | Turco         | 6         | 162   |
| 07  | Georgia              | Anar Askerov                  | "Tenha Yürek"           | Azero         | 16        | 138   |
| 08  | Iraq                 | Oğuz Sirmali                  | "Serenat"               | Turco         | 17        | 137   |
| 09  | Iran                 | Reza Esbilani                 | "Menim Arzum"           | Azero         | 19        | 131   |
| 10  | Kazakistan           | Orda                          | "Olay emes" (Олай емес) | Kazaco        | 2         | 185   |
| 11  | Kirghizistan         | Jiidesh İdirisova             | "Kim bilet" (Ким билет) | Chirghiso     | 1         | 194   |
| 12  | Kosovo               | Tolga Kazaz                   | "Sevmek Günah Midir?"   | Turco         | 14        | 141   |
| 13  | Cipro del Nord       | İpek Amber                    | "Sessiz Gidiş"          | Turco         | 9         | 154   |
| 14  | Macedonia            | Kaan Mazhar                   | "Böyle Olmamaliydi"     | Turco         | 4         | 165   |
| 15  | Găgăuzia             | Valentin Ormanji              | "Sev Beni Sev"          | Turco         | 10        | 154   |
| 16  | Uzbekistan           | KaaPlya (Ajnabiy) and Hurdona | "Azadlik"               | Uzbeko        | 21        | 119   |
| 17  | Romania              | Edvin Eddy                    | "Seviyorum Anlasana"    | Turco         | 18        | 134   |
| 18  | Serbia               | Almedin Varošanin             | "Trag" (Траг)           | serbo, croato | 15        | 140   |
| 19  | Siria                | Adil Şan                      | "Geliş"                 | Turco         | 5         | 165   |
| 20  | Turchia              | Görkem Durmaz                 | "Hirçin Sular"          | Turco         | 3         | 175   |
| 21  | Ucraina              | Anna Mitioglo                 | "Baaşla bana"           | Gagauzo       | 13        | 148   |

## Paesi ritirati
- Baschiria
- Crimea
- Cabardino-Balcaria/ Karačaj-Circassia
- Oblast' di Mosca
- Tatarstan
- Turkmenistan
- Tuva
- Sacha (Jacuzia)

## Premi
| Categoria          | Paese    | Cantante/i   | Canzone         |
| ------------------ | -------- | ------------ | --------------- |
| Peace Prize        | Iraq     | Oğuz Sirmali | "Serenat"       |
| Friendly Prize     | Siria    | Adil Şan     | "Geliş"         |
| Special Jury Award | Germania | Derya Kaptan | "Sessiz Çiğlik" |

## Giuria nazionale
- - Avni Qahili
- - Isa Melikov
- - Gunesh Abasova
- - Ahmed Švrakić
- - Erhan Hüseyin
- - Piotr Petkovic
- - Volkan Gucer
- - Afik Novruzov
- - Mesut Barış
- - Yalman Hacarov
- - Bolat Mazhagulov
- - Kanatbek Kultaev
- - Reşit İsmet Krüezi
- - Sedat Azizoglu
- - Ertan Birinci
- - Nejat Sali
- - Mavric Deniz
- - Ömer Gürcan
- - Cengiz Erdem
- - Madejda Malenkova
- - Çokay Koçar

## Trasmissione dell'evento
- – Tring TV
- – ATV Azerbaijan
- – Hayat TV
- – GRT Television
- – Marmueli Television
- – Türkshow
- – Turkmenli Television
- – Khabar TV - 19 Dicembre ore 21:00 (17:00 CET)
- – KTRK
- – MRT 2
- – Kibris Genc Television
- – Alpha Media TV
- – RTV Novi Pazar
- – TMB TV, ATV, Ordu Boztepe TV, Kral TV[1][2]
- – ODTRK Odessa, Yuzhnaya Volna TV [3]